# Bentze Tibor
Bentze Tibor (Tiberiu Bențe) (Szatmárnémeti, 1947. július 21. –) magyar szobrász.

## Életrajza
1961-től 1965-ig a nagyváradi Képzőművészeti Középiskolán, 1969 és 1973 között a bukaresti N. Grigorescu Képzőművészeti Főiskolán végezte tanulmányait. 1974-től 1976-ig farestaurálást tanult a Bukaresti Nemzeti Múzeumban. Mesterei Predescu Vladimir és Paul Vasilescu voltak. 1973-74-ben a bukaresti Képzőművészeti Főiskola ösztöndíjasa volt, 1975-ben megkapta a Fridrich Storch-ösztöndíjat. 1975 és 1979 között farestaurátorként dolgozott a bukaresti Szépművészeti Múzeumnál, majd 1983-tól 1989-ig papírrestaurátor volt New Yorkban, a Lowy Frame and Restoring Co.-nál. 1976-tól 1982-ig a Román Képzőművészek Országos Szövetségének tagja. 1975 óta rendszeresen állítja ki műveit. 1982-től feleségével, Bentze Ibbyvel közösen rendeztek kiállításokat Olaszországban, Franciaországban, valamint az USA-ban. 1996-ban Debrecenbe költöztek. Szobrait elsősorban bronzból készíti, de gyakran használ fát is.

## Egyéni kiállítások
- 1974 • Kalinderu Hall, Bukarest
- 1978 • Orizont Studio Galéria, Bukarest • Orizont Galéria, Bukarest
- 1982 • Art Show Galéria, Bukarest • Akad. Romania, Róma • San Leucio Akadémia, Caserta (OL) • Regio Színház, Calabria (OL) • San Carlo G., Nápoly (OL)
- 1983 • Magyar Klub, 69th and Lexington Avenue, New York
- 1984 • Citybank, 57th Street and Park Avenue, New York
- 1989 • Morin Millers Gallery, 57th Street, New York
- 1993 • Westbeth Gallery, 55 Bethune Street, New York
- 1997 • Kiss Galéria, Debrecen
- 1998 • Mű-Terem Galéria és Antikvitás, Debrecen • Szoboszlói Galéria, Hajdúszoboszló.

## Válogatott csoportos kiállítások
- 1966-81 • A Romániai Képzőművészeti Múzeum kiállításai romániai megyékben
- 1974 • A Dekoratív Művészetek I. Quadriennáléja, Erfurt (NDK)
- 1975 • Nők a művészetben, Simu M., Bukarest
- 1976 • Romániai Művészeti Múzeum, Nagyvárad • Művészet és természet, New G., Bukarest • Kortárs romániai művészet, Bukarest • Michelangelo emlékkiállítás, Olasz Könyvtár, Bukarest
- 1977-81 • Kortárs kisplasztikai kiállítás, Friedrich Schiller House, Bukarest

## Köztéri művei
- Magok (kő, 1973, Magura [Magura Buzau])
- Természet (fa, 1974, Árkos)
- Rügyek (fa, 1976, Lazarea)
- Rügyezés (acél, 1977, Galați [RO])
- Pihenés (márvány, 1978, St. George Bai [RO])
- Anyaság (kő, 1979, Piatra-Neamț [RO])
- Női alak (kő, 1980, Slatina [RO])
- Női akt (kő, 1981, Moneasa [RO]).

## Művek közgyűjteményekben
- Romániai Állami Múzeum, Bukarest • Romániai Állami Múzeum, Craiova • Romániai Állami Múzeum, Iasi (RO) • Romániai Állami Múzeum, Nagyvárad • Romániai Állami Múzeum, Pitesti (RO).